# Kifkif
Kifkif, la asociación de Migrantes y Refugiados Lesbianas, Gays, Bisexuales y Transexuales de la Comunidad de Madrid, era una ONG sin ánimo de lucro que centraba su acción social en la mejora de las condiciones de vida de las personas LGBTI que históricamente se encuentran en una situación vulnerable, especialmente, refugiados, migrantes, racializadas y personas en situación o riesgo de exclusión social.
Kifkif, que significa “entre iguales” en Bereber, se centraba en la defensa de los derechos de las personas LGBTI respondiendo a la interseccionalidad de la migración y racialización. Kifkif también estaba abierta a cualquier persona que comparte sus valores sobre la base de la Declaración Universal de los Derechos Humanos y los Principios de Yogyakarta, principios de no discriminación por motivos de Orientación Sexual e Identidad de Género 
La asociación ha sido criticada duramente desde los estamentos más conservadores de la sociedad musulmana. También se le ha acusado de corrupción y de desviar fondos para uso particular.

## Historia
Los orígenes de Kifkif se remontan al 1 de junio de 2004, cuando la policía de Marruecos detiene en Tetuán a 43 personas acusadas de llevar a cabo actividades homosexuales, en cumplimiento con el artículo 489 del código penal del país.
Como consecuencia, jóvenes homosexuales marroquíes emprenden una campaña para su liberación, de la que se hacen eco medios de comunicación y embajadas occidentales en Marruecos. Al poco tiempo, se crea en Internet un grupo bajo el nombre de Kifkif para coordinar sus acciones y ayudar así a los miles de marroquíes que se sienten discriminados por su orientación sexual o identidad de género.
La urgente necesidad de una comunidad más estructurada deriva en 2005 en la constitución oficial de Kifkif. A partir de 2006, los voluntarios de Kifkif intentan infructuosamente legalizar la asociación en Marruecos. Desde 2008 se establecieron varios grupos de apoyo a la entidad fuera de Marruecos, trabajando como proyectos independientes dentro de organizaciones LGBTI locales.
Soy Jesús Ortega Presidente Provisional o por accidente por mayoría en votación democrática realizada el día 7 de septiembre de 2023, en la cual, el creador y expresidente es cesado de su cargo Ipso Facto, por su mala gestión de la asociación en los últimos dos años aproximadamente. Como Presidente Provisional, mi labor era el poder salvar la asociación, pero por falta de liquidez, no se puede salvar, y al no tener ningún proyecto para el año 2024 eso impide que entre dinero. Por dicho motivo y otros más, la Asociación Kif Kif Bajo la Persiana Arcoíris el día 26 de Octubre del 2023, muy a pesar del presidente provisional. Deja en la calle a unas 15 personas como consecuencia de la gestión del anterior presidente

## Kifkif en Madrid
Kifkif tuvo una sede en Madrid. También atendió a personas de origen latinoamericano, africano, magrebí o de Europa del Este. La organización tuvo sedes en Madrid, Getafe y Alcalá de Henares.

## Objetivos
Kifkif está formada por mujeres y hombres migrantes, refugiados y personas racializadas LGBT preocupadas por la situación de lesbianas, gais, bisexuales y transexuales. La misión de Kifkif es la promoción de valores de respeto a la diversidad que contribuyan al libre desarrollo de las personas en sintonía con su orientación sexual o expresión o identidad de género, sin racismo, xenofobia o LGTB-fobia. Esta misión se conseguirá incorporándose en los espacios de toma de decisiones y de incidencia política necesarios ya qu

## Desfalco
Kifkif afrontó un ERE y un proceso judicial contra su fundador, Samir Bargachi, sobre quien pesa una denuncia por "apropiación indebida, falsedad documental y estafa" a su propia sociedad. 
Bargachi fue despedido disciplinariamente como presidente de KifKif el 27 de septiembre de 2023. En la carta de despido disciplinario, la dirección de la asociación le acusa de un posible "desfalco total de 208,580 euros desde abril de 2021" a las cuentas de la ONG mediante transferencias a su cuenta personal, haciendo uso de efectivo, de depósitos, de reintegros en cajeros, de disposición de la banca en línea.
Soy Jesús Ortega Presidente Provisional o por accidente.  El ERE se terminó con el cierre de la Asociación, pero aun así, hay redes sociales, apps, la propia web y otras fantasmas, por las cuales se solicita donaciones y otras cosas, y sigue aumentando el dinero que nova a la asociación, ya que es Bargachi quien maneja las redes y la propia web sin haber dado los usuarios y contraseñas a la que fue la mesa directiva. Kif Kif cerro por este motivo el día 26 de Octubre del 2023